# SPHEREx
SPHEREx (Spectro-Photometer for the History of the Universe, Epoch of Reionization, and Ices Explorer) är ett rymdobservatorium som kommer operera i det nära infraröda spektrumet. SPHEREx kommer att utföra en undersökning över hela himlavalvet för att göra mätningar på cirka 450 miljoner galaxer. I februari 2019 valdes SPHEREx av NASA för sitt nästa Mellanklassutforskningsuppdrag och slog ut två konkurrerande uppdragskoncept: Arcus och FINESSE. Från och med 2019 är SPHEREx inriktad på uppskjutning 2023. Huvudansvarig är James Bock på Caltech i Pasadena, Kalifornien.

## Översikt
SPHEREx kommer att använda en spektrofotometer  för att utföra en himlavalvsundersökning i det infraröda spektrumet från 0,75 till 5,0 mikrometer. Det kommer att använda ett enda instrument med ett enda observationsläge och inga rörliga delar för att kartlägga hela himlen fyra gånger under dess nominella 25-månadersuppdrag; den avgörande tekniken är ett linjärt variabelt filter. Den kommer att klassificera galaxer enligt rödförskjutningsnoggrannhet, kategorisera cirka 450 miljoner galaxer och lagra uppmätta spektra i ett bibliotek med galaxmallar. Specifikt kommer SPHEREx att undersöka signaler från intra-halo-ljuset och från epoken av reionisering .  SPHEREx skulle undersöka vad som bidrog till att det tidiga universumet expanderade, utforska ursprung och historia av galaxer, och utforska ursprunget till vatten i planetsystem.
Spherex kommer att komplettera den planerade Euclid och WFIRST spektroskopiska undersökningar, men SPHEREx nedre rödförskjutningsundersökning av inflationsparametrarna kommer till största delen att ge helt nya bevis.
Teleskoplinsen kommer att ha en diameter på 20 centimeter och med ett brett synfält på 3,5 ° x 7 °, avbildat på fyra 2k x 2k kvicksilver kadmiumtellurid (HgCdTe) fotodetektoruppsättningar.

## Historia
SPHEREx-förslaget lämnades in till NASA den 19 december 2014 och det valdes ut för ytterligare konceptutveckling (fas A) den 30 juli 2015 för Lilla utforskningsprogrammet (SMEX). Den detaljerade konceptstudierapporten överlämnades till NASA den 19 juli 2016, men den valdes inte för SMEX. En förbättrad version av SPHEREx överlämnades den 15 december 2016 som en Medium-Class Explorer (MIDEX), och den valdes som finalist i augusti 2017, tillsammans med två andra tävlande uppdrag: Arcus och FINESSE. Varje team fick två miljoner dollar för att förfina sina uppdragskoncept under nio månader.  SPHEREx valdes ut till vinnaren i februari 2019, och uppdraget har fått grönt ljus för att fortsätta med konstruktion och uppskjutning. Uppskjutningen är för närvarande satt till 2023. Uppdragskostnaderna för programmet uppgår till 250 miljoner dollar, inklusive bärraketen.